# Lamborghini LM004
El Lamborghini LM004 (también denominado Lamborghini LM004/7000) fue un prototipo de vehículo todoterreno diseñado y construido por Lamborghini. Fue presentado en enero de 1984. El LM004 era esencialmente un LM002 modificado, pero en orden para intentar hacer un llamamiento a una nueva gama de clientes fue equipado con asientos capitanes, un teléfono, un refrigerador, y varias otras características de lujo. El principal cambio en el nuevo vehículo fue equiparlo con un motor V12 totalmente nuevo, perceptiblemente mayor, dispuesto a 60 grados, con cilindrada de 7257 cc y una potencia de 420 CV (313 kW). El motor, que no funcionó tan bien como se esperaba, y el aumento de peso y tamaño indicaron que no valía la pena un desarrollo adicional. El LM004 podía acelerar de 0 a 100 km/h en un tiempo de 8,5 segundos y alcanzar una velocidad máxima de 206 km/h. Sólo un único prototipo fue producido.